# Don't Look Back in Anger
"Don't Look Back in Anger" là ca khúc của ban nhạc Oasis được phát hành vào ngày 19 tháng 2 năm 1996 dưới dạng đĩa đơn cho album (What's the Story) Morning Glory? (1995). Ca khúc được sáng tác bởi Noel Gallagher. Ca khúc trở thành đĩa đơn thứ hai của ban nhạc đạt vị trí quán quân của UK Singles Chart. Đây cũng là đĩa đơn đầu tiên của Oasis mà Noel là người hát chính chứ không phải em trai, Liam.
"Don't Look Back in Anger" là một trong những ca khúc thương phẩm của Oasis, và là một trong những ca khúc được góp mặt trong mọi buổi diễn của ban nhạc cho tới ngày tan rã. Ca khúc được tạp chí NME bình chọn ở vị trí số 1 trong danh sách "50 điệp khúc ấn tượng nhất", và được bình chọn ở vị trí số 4 trong danh sách các đĩa đơn thành công nhất 60 năm gần nhất theo Official Charts Company.
Ngày 29 tháng 5 năm 2017, Absolute Radio 90s cho phát sóng tuyển tập 50 ca khúc sáng tác bởi Noel Gallagher nhân dịp sinh nhật lần thứ 50 của anh, và "Don't Look Back in Anger" cũng được bình chọn ở vị trí số 1.

## Thành phần tham gia sản xuất
- Noel Gallagher – hát chính, lead guitar, mellotron.
- Paul "Bonehead" Arthurs – guitar nền, piano.
- Paul "Guigsy" McGuigan – bass.
- Alan White – trống.

## Phát hành
Mọi ca khúc đều được sáng tác và biên soạn bởi Noel Gallagher, ngoại lệ được ghi chú bên.
- CD CRESCD 221 (tái bản theo RKISCD 018)

1. "Don't Look Back in Anger"  – 4:47
2. "Step Out" (Gallagher/Wonder/Cosby/Moy)  – 3:40
3. "Underneath the Sky"  – 3:20
4. "Cum On Feel the Noize" (Holder/Lea)  – 5:09

- 7" CRE 221

1. "Don't Look Back in Anger"  – 4:47
2. "Step Out" (Gallagher/Wonder/Cosby/Moy)  – 3:40

- 12" CRE 221T

1. "Don't Look Back in Anger"  – 4:47
2. "Step Out" (Gallagher/Wonder/Cosby/Moy)  – 3:40
3. "Underneath the Sky"  – 3:20

- Cassette CRECS 221

1. "Don't Look Back in Anger"  – 4:47
2. "Step Out" (Gallagher/Wonder/Cosby/Moy)  – 3:40

- CD tái bản (US) 34K78356

1. "Don't Look Back in Anger"  – 4:47
2. "Cum on Feel the Noize" (Holder/Lea)  – 5:09

## Xếp hạng và chứng chỉ
| Bảng xếp hạng (1996)                            | Vị trí cao nhất |
| ----------------------------------------------- | --------------- |
| Úc (ARIA)                                       | 19              |
| Bỉ (Ultratop 50 Wallonia)                       | 35              |
| Canada (RPM)                                    | 24              |
| Canadian Alternative 30 (RPM)                   | 2               |
| Phần Lan (Suomen virallinen lista)              | 3               |
| Pháp (SNEP)                                     | 24              |
| Trường songid là BẮT BUỘC CHO BẢNG XẾP HẠNG ĐỨC | 57              |
| Iceland (Tonlist)                               | 4               |
| Ireland (IRMA)                                  | 1               |
| Italy (FIMI)                                    | 19              |
| Hà Lan (Single Top 100)                         | 30              |
| New Zealand (Recorded Music NZ)                 | 20              |
| Na Uy (VG-lista)                                | 19              |
| Thụy Sĩ (Schweizer Hitparade)                   | 27              |
| Anh Quốc (OCC)                                  | 1               |
| Hoa Kỳ Billboard Hot 100                        | 55              |
| Hoa Kỳ Alternative Songs (Billboard)            | 10              |
| Zimbabwe (ZIMA)                                 | 8               |

| Quốc gia                                                                                              | Chứng nhận  | Số đơn vị/doanh số chứng nhận |
| --- | ----------- | ----------------------------- |
| Ý (FIMI)                                                                                              | Vàng        | 25.000‡                       |
| Nhật Bản (RIAJ)                                                                                       | Bạch kim    | 250.000^                      |
| Anh Quốc (BPI)                                                                                        | 2× Bạch kim | 1.200.000‡                    |
| ^ Chứng nhận dựa theo doanh số nhập hàng. ‡ Chứng nhận dựa theo doanh số tiêu thụ và phát trực tuyến. |             |                               |